# Largo do Chiado
Largo do Chiado – plac znajdujący się w parafii Santa Maria Maior w Lizbonie.
W zachodnim krańcu placu znajdują się pozostałości po wieżach Portas de Santa Catarina i Cerca Fernandina, wybudowanych w latach 1373-1375 i zburzonych na początku XVIII wieku. Miejsce po tych wieżach jest zajęte przez kościoły Loreto i Zmartwychwstania.
Na wschodnim krańcu placu stoi od 1929 roku pomnik poety António Ribeiro, który stał się znany jako "Chiado", ponieważ spędził w tej dzielnicy wiele lat. Od 1771 do 1853 istniała w tym samym miejscu, Fontanna Loreto, napędzana przez Akwedukt Águas Livres i Galeria do Loreto. Posąg Neptuna, który wieńczył fontannę znajduje się dziś jako fontanna na Largo de Dona Estefânia.